# Ante Sesardić
Ante Sesardić (17. února 1881, Sinj – 15. srpna 1960, Bělehrad) byl rakouský právník a politik chorvatské národnosti z Dalmácie, na počátku 20. století poslanec Říšské rady.

## Biografie
V době svého působení v parlamentu se uvádí jako kandidát advokacie.
Působil coby poslanec Říšské rady (celostátního parlamentu Předlitavska), kam usedl ve volbách do Říšské rady roku 1911, konaných podle všeobecného a rovného volebního práva. Byl zvolen za obvod Dalmácie 05. Ve volbách roku 1911 se uváděn jako kandidát Strany práva ve městě Senj. Po volbách roku 1911 byl na Říšské radě členem poslaneckého Chorvatsko-slovinského klubu.
I v meziválečném období patřil mezi významné osobnosti veřejného života. Na sklonku svého života přeložil z italštiny do chorvatštiny Statut Alke.
Jeho synem byl právník a politik Dražen Sesardić (1912–1975).